# Sibut
Sibut  este un oraș  în partea centrală a Republicii Centrafricane. Este reședința prefecturii  Kémo.